# 田伯烈

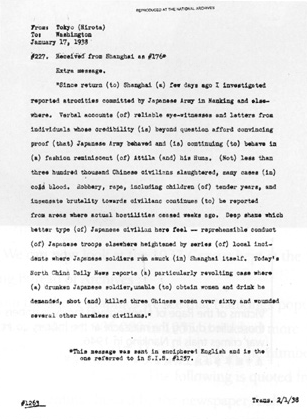
田伯烈关于南京大屠杀的电报，1938年1月27日被美国破解

哈羅德·約翰·提姆帕利（英語：Harold John Timperley, 1898年—1954年11月26日）是一位澳大利亚记者，中文名叫田伯烈。

## 生平
1898年出生于澳大利亚西澳大利亚州班伯利，之后定居于英国，1921年在中国开始记者生涯，1928年担任《卫报》驻北平记者，1936年转驻上海，之后转驻南京，1937年8月在南京结婚，9月初居住于上海租界，同年12月南京大屠杀，他大量收集一手资料并整理成册，其中包括南京安全区内的费吴生和贝德士的资料，1938年6月其著作《外人目睹中之日军暴行在英国出版，这是世界上第一本有关南京大屠杀的史料专著图书。日本历史学家洞富雄评价此书为“震惊西方知识分子的著作”。
1939年至1943年3月担任中国国民政府国际宣传处顾问，1943年至1945年任职于同盟国情报处，1945年联合国正式诞生，1946年任职于联合国善后救济总署驻上海办事处，1948年被联合国安全理事会任命为驻印度尼西亚首席副秘书长（之后为代理首席秘书长）参与印度尼西亚和其殖民国荷兰的谈判。1948年至1950年任职于联合国教科文组织巴黎办事处，1950年担任印度尼西亚外交部技术顾问，1951年由于热带病被迫从雅加达返回伦敦。1952年和贵格会接触并成为会员。1954年投身于反对贫困的相关活动。
1954年11月25日在床上被发现意识不清，送往西薩塞克斯郡庫克菲爾德的医院后不治，于次日逝世，享年56岁。

## 著作
- 《外人目睹中之日军暴行》，南京出版社，2018年6月，ISBN 9787553317328